# Álvaro Rivero
Álvaro Rivero Sánchez (Madrid, 17 de abril de 1997), deportivamente conocido como Álvaro Rivero o simplemente como Rivero, es un futbolista español que juega de delantero en el Atlético Antoniano de la Segunda Federación.

## Trayectoria

### Inicios
Empezó a jugar en el año 2003, fecha en la que ingresó en la cantera del equipo de fútbol del Club Deportivo Lugo Fuenlabrada, de su localidad natal. En ellas se mantuvo hasta que en el año 2005 pasó a formar parte del segundo equipo benjamín de las categorías inferiores del Real Madrid Club de Fútbol.
Fue ascendiendo por los diferentes equipos del club hasta que en la temporada 2014-15 formó disputó algunos partidos con el tercer equipo madridista, el Real Madrid Club de Fútbol "C", merced a su buen desempeño en el segundo equipo juvenil. 
Su explosión sin embargo llegó en la temporada 2015-16 bajo las órdenes de Luis Miguel Ramis en el primer equipo juvenil, siendo además integrante del equipo en la Liga Juvenil de la UEFA —formato sub-19 de la Liga de Campeones—. En ella, su equipo quedó encuadrado en el Grupo "A", y debutó oficialmente en Europa el 15 de septiembre de 2015 en un partido frente al Futbolny Klub Shajtar Donetsk ucraniano, venciendo por 4-0, y disputando los últimos minutos del encuentro al sustituir a Borja Mayoral.
En la temporada 2016/2017, el Real Madrid le cede al Rayo Vallecano B. A la temporada siguiente fichó por el Internacional de Boadilla en Tercera División. En 2018, después del ascenso del club madrileño, abandonó su disciplina y se incorporó al filial de Segunda B, de la UD Las Palmas.
En enero de 2019 abandonó el filial amarillo para incorporarse al filial del Getafe CF.

## Estadísticas

### Clubes
Actualizado al último partido jugado el 5 de noviembre de 2017.
| Inferiores | Div           | Temporada     | Liga  | Liga  | Liga   | Copas nacionales(1) | Copas nacionales(1) | Copas nacionales(1) | Torneos internacionales(2) | Torneos internacionales(2) | Torneos internacionales(2) | Total | Total | Total  | Media goleadora(3) |
| Inferiores | Div           | Temporada     | Part. | Goles | Asist. | Part.               | Goles               | Asist.              | Part.                      | Goles                      | Asist.                     | Part. | Goles | Asist. | Media goleadora(3) |
| --- | ------------- | ------------- | ----- | ----- | ------ | ------------------- | ------------------- | ------------------- | -------------------------- | -------------------------- | -------------------------- | ----- | ----- | ------ | ------------------ |
| Real Madrid C. F. Juv. "C" · España | Nac.          | 2014-15       | 29    | 12    | ?      | —                   | —                   | —                   | 4                          | 1                          | -                          | 33    | 13    | ?      | 0,39               |
| Real Madrid C. F. Juv. "C" · España | Total club    | Total club    | 20    | 13    | ?      | 0                   | 0                   | 0                   | 0                          | 0                          | 0                          | 20    | 13    | ?      | 0,65               |
| Real Madrid C. F. "C" · España | 3.ª           | 2014-15       | 9     | 1     | ?      | —                   | —                   | —                   | —                          | —                          | —                          | 9     | 1     | ?      | 0,10               |
| Real Madrid C. F. "C" · España | Total club    | Total club    | 9     | 1     | ?      | 0                   | 0                   | 0                   | 0                          | 0                          | 0                          | 9     | 1     | ?      | 0,10               |
| Real Madrid C. F. Juv. "A" · España | Juv.          | 2015-16       | 28    | 23    | ?      | -                   | -                   | -                   | 4                          | 2                          | -                          | 32    | 25    | ?      | 0,96               |
| Real Madrid C. F. Juv. "A" · España | Total club    | Total club    | 28    | 23    | ?      | 0                   | 0                   | 0                   | 4                          | 2                          | 0                          | 32    | 25    | ?      | 0,96               |
| Rayo Vallecano "B" · España |               |               |       |       |        |                     |                     |                     |                            |                            |                            |       |       |        |                    |
| 3.ª | 2016-17       | 15            | 0     | 0     | 0      | 0                   | 0                   | 0                   | 0                          | 0                          | 15                         | 0     | 0     | 0,00   |                    |
| Total club | Total club    | 15            | 0     | 0     | 0      | 0                   | 0                   | 0                   | 0                          | 0                          | 15                         | 0     | 0     | 0,00   |                    |
| C. F. I. Madrid-Boadilla · España |               |               |       |       |        |                     |                     |                     |                            |                            |                            |       |       |        |                    |
| 3.ª | 2017-18       | 7             | 5     | ?     | 0      | 0                   | 0                   | 0                   | 0                          | 0                          | 7                          | 5     | 0     | 0,00   |                    |
| Total club | Total club    | 7             | 5     | ?     | 0      | 0                   | 0                   | 0                   | 0                          | 0                          | 7                          | 5     | ?     | 0,00   |                    |
| Total carrera | Total carrera | Total carrera | 79    | 42    | ?      | 0                   | 0                   | 0                   | 4                          | 2                          | 0                          | 83    | 44    | ?      | 0,56               |
| (1) Incluye estadísticas de la Copa de Campeones (2015-16). (2) Incluye estadísticas de la Mundial Juvenil Sub-17 (2014-15) / UEFA Youth League (2015-16). (3) No se incluyen goles en partidos amistosos. |               |               |       |       |        |                     |                     |                     |                            |                            |                            |       |       |        |                    |

## Palmarés

### Campeonatos nacionales
| Título                          | Club                       | Sede   | Año     |
| ------------------------------- | -------------------------- | ------ | ------- |
| Liga Nacional Juvenil de España | Real Madrid C. F. Juv. "B" | España | 2014-15 |